# Conistra polita
Conistra polita är en fjärilsart som beskrevs av Denis och Ignaz Schiffermüller 1775. Conistra polita ingår i släktet Conistra och familjen nattflyn. Inga underarter finns listade i Catalogue of Life.